# Limnitis
Limnitis (gr. Λιμνίτης, tur. Yeşilırmak) – część gminy Kserowunos, w Republice Cypryjskiej, w dystrykcie Nikozja. Kontrolowana jest de facto przez Turecką Republikę Cypru Północnego.